# دوروثي فيرغسون
دوروثي فيرغسون (بالإنجليزية: Dorothy Ferguson)‏ هي لاعب كرة قاعدة أمريكية، ولدت في 17 فبراير 1923 في Virden, Manitoba ‏ في كندا، وتوفيت في 8 مايو 2003 في روكفورد في الولايات المتحدة بسبب سرطان.